# Tama (aranya)
Tama és un gènere d'aranyes araneomorfes de la família dels Hersílids (Hersiliidae). Fou descrit per primera vegada l'any 1882 per Eugène Simon. Es troba a Espanya, Portugal, i Algèria.
Té una única espècie, Tama edwardsi, descrita el 1846 per Hippolyte Lucas. Moltes espècie anteriorment havien format part del gènere Tama però han estat traslladats a altres gèneres.